# 3124 Канзас
3124 Канзас (3124 Kansas) — астероїд головного поясу, відкритий 3 листопада 1981 року.
Тіссеранів параметр щодо Юпітера — 3,336.